# Sirop de Liège

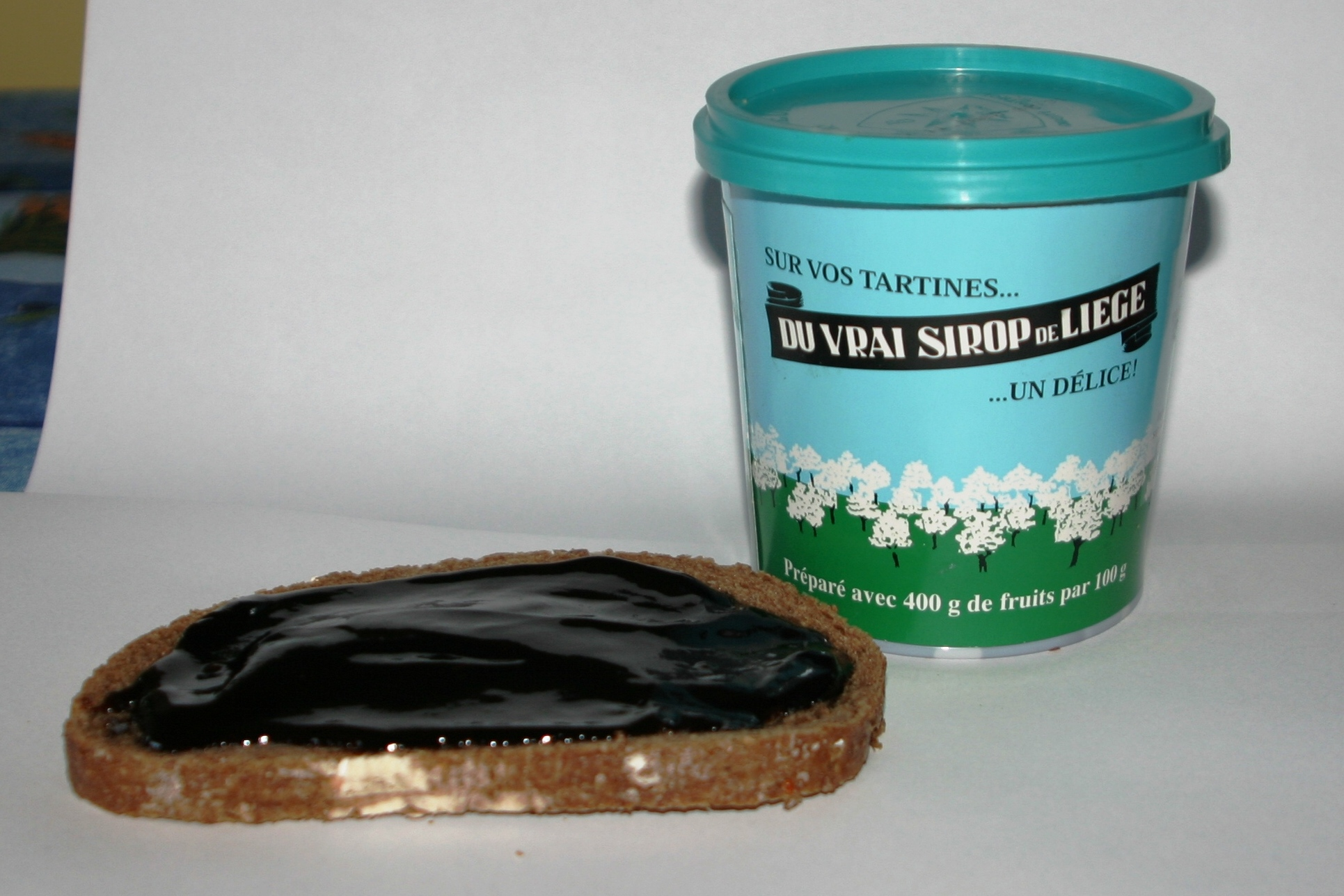
Tartine de Sirop de Liège.

Le sirop de Liège est une sorte de mélasse issue de la cuisson et de la réduction de jus de pommes et/ou de poires. Certains fabricants y ajoutent parfois des dattes. On obtient ainsi, après plusieurs heures, une pâte brune très foncée, légèrement translucide. Cette dernière est, comme son nom l'indique, d'origine liégeoise,, région dans laquelle on trouvait de nombreuses siroperies.

## Producteurs
Actuellement, en Belgique, ces siroperies sont principalement centralisées dans le pays de Herve, dans le nord-est de la province de Liège. La plus connue est la siroperie Meurens, à Aubel, qui produit la marque déposée Du Vrai Sirop de Liège, à raison de deux mille tonnes par an. Il existe aussi d'autres producteurs, comme la siroperie artisanale Nyssen aussi à Aubel, la siroperie Charlier à Henri-Chapelle, la siroperie artisanale d'Aubel SA, la siroperie Thomsin à Thimister-Clermont, la siroperie Delvaux à Horion-Hozémont.
Le sirop de Liège est connu aux Pays-Bas sous le nom de appelstroop, littéralement « sirop de pommes ».
Un sirop très similaire est produit en Allemagne, en particulier dans l'Eifel, sous le nom de Birnenkraut ou Apfelkraut, et en Suisse, dans le canton de Fribourg, sous le nom de « vin cuit » ; dans le canton de Vaud, il se nomme « raisinée » (féminin : de la raisinée) qui fait partie à côté de grains de moutarde, des ingrédients de la moutarde de Bénichon fribourgeoise qui s'utilise comme de la confiture sur de la cuchaule.

## Gastronomie
On utilise le sirop de Liège comme pâte à tartiner, en accompagnement de fromages comme le fromage de Herve ou la maquée (pour former du stron d'poye, « crotte de poule ») et pour la confection de sauces pour les boulets à la liégeoise, de carbonnade flamande et le lapin à la liégeoise ainsi que dans la recette des cûtès peûres, « poires cuites ».

## Histoire
Les réductions de fruits, en tous points similaires au vin cuit suisse et au sirop de Liège, sont connues depuis l'Antiquité comme moyen simple de conserver des fruits d'une manière pratiquement illimitée. Le terme grec classique est siraion. Les écrivains romains, tels que Pline l'Ancien, Apiciusou Columelle, parlent de sapa, de caroenum, de defritum ou defrutum, en fonction du degré de réduction qui varie selon les auteurs entre la moitié et le tiers de la quantité de base.
La certification halal du produit a engendré une polémique en Belgique.